# Allophorocera picata
Allophorocera picata är en tvåvingeart som först beskrevs av Henry J. Reinhard 1953.  Allophorocera picata ingår i släktet Allophorocera och familjen parasitflugor.
Artens utbredningsområde är Kalifornien. Inga underarter finns listade i Catalogue of Life.